# Muhu
Muhu es la tercera isla más grande en superficie de cuantas pertenecen a Estonia. La isla se encuentra localizada en la parte norte del golfo de Riga, separando el golfo del mar Báltico, entre la isla de Saaremaa y la Estonia continental. Administrativamente, Muhu constituye un municipio propio, que pertenece al condado de Saare. La isla ocupa una superficie de 206,1 km² y alberga una población de 1.803 habitantes (2005).

## Localidades (población año 2011)
- Aljava 7
- Hellamaa 115
- Igaküla 11
- Kallaste 65
- Kantsi 15
- Kapi 20
- Kesse 7
- Koguva 26
- Kuivastu 48
- Külasema 33
- Laheküla 17
- Lalli 6
- Leeskopa 15
- Lehtmetsa 24
- Lepiku 16
- Levalõpme 33
- Liiva 178
- Linnuse 73
- Lõetsa 56
- Mäla 22
- Mõega 23
- Mõisaküla 9
- Nautse 23
- Nõmmküla 69
- Nurme 16
- Oina 3
- Pädaste 31
- Päelda 12
- Paenase 19
- Pallasmaa 14
- Pärase 41
- Piiri 40
- Põitse 29
- Raegma 0
- Rannaküla 7
- Rässa 11
- Raugi 12
- Rebaski 9
- Ridasi 23
- Rinsi 20
- Rootsivere 33
- Simiste 26
- Soonda 23
- Suuremõisa 16
- Tamse 18
- Tupenurme 18
- Tusti 9
- Vahtraste 20
- Vanamõisa 36
- Viira 50
- Võiküla 5
- Võlla 31[1]

## Galería

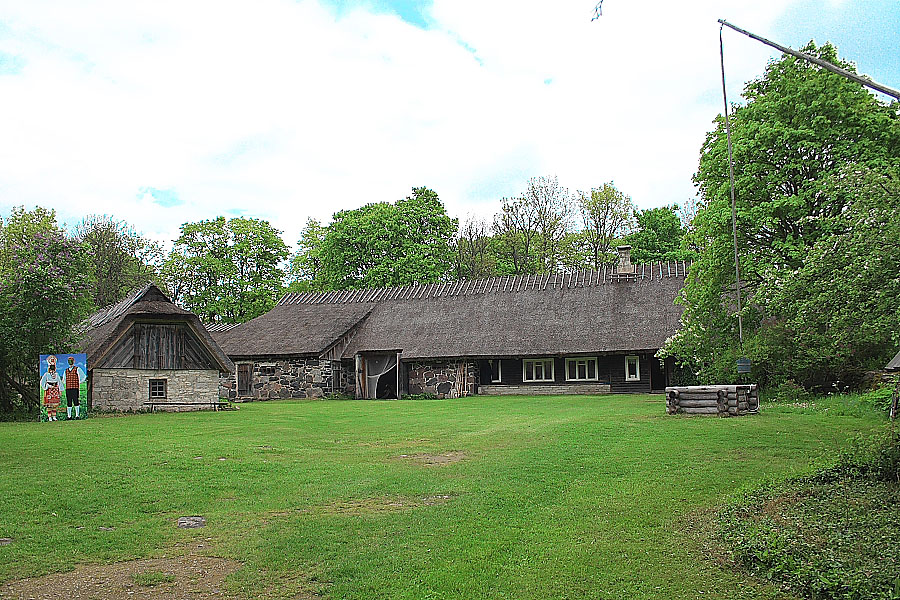
Museo de Muhu.
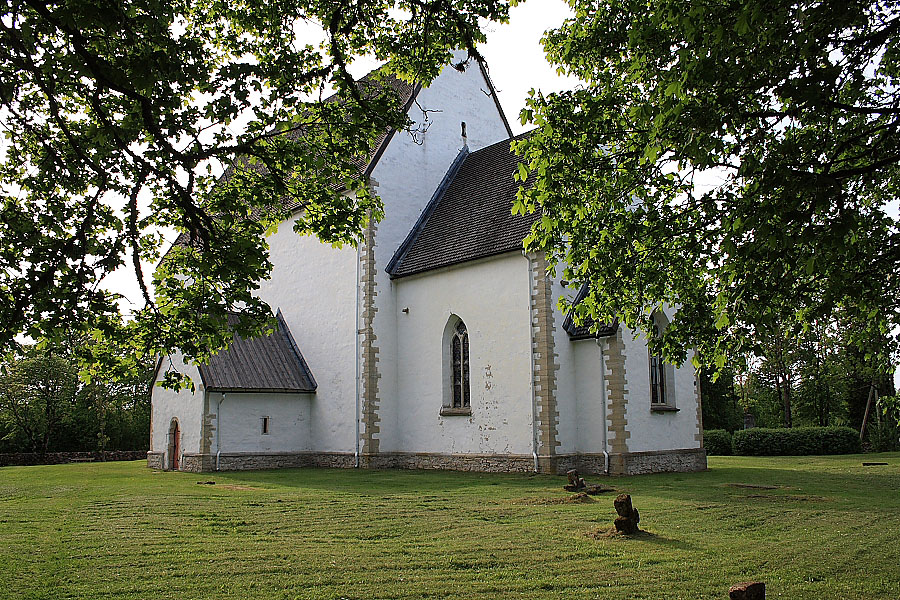
Iglesia de Muhu.
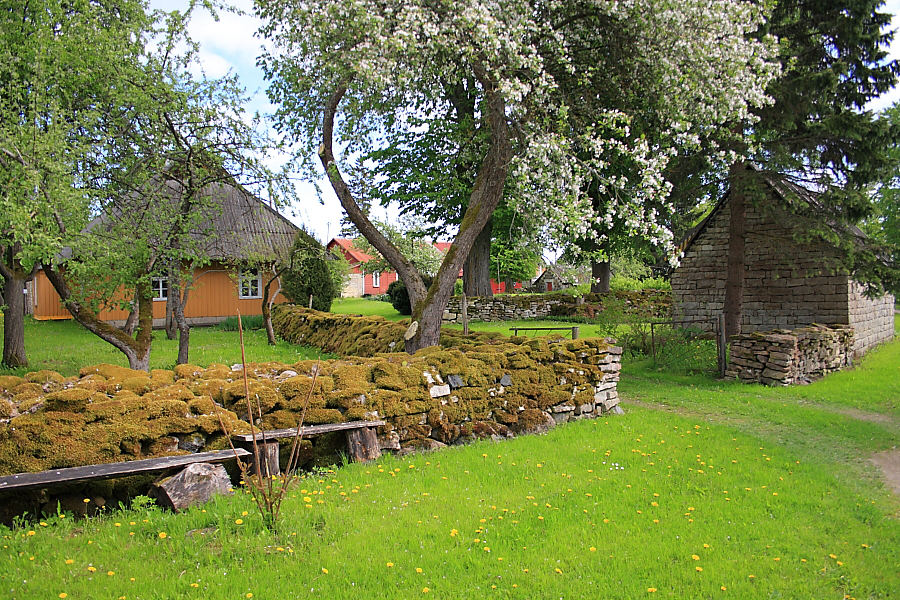
Antiguo pueblo.
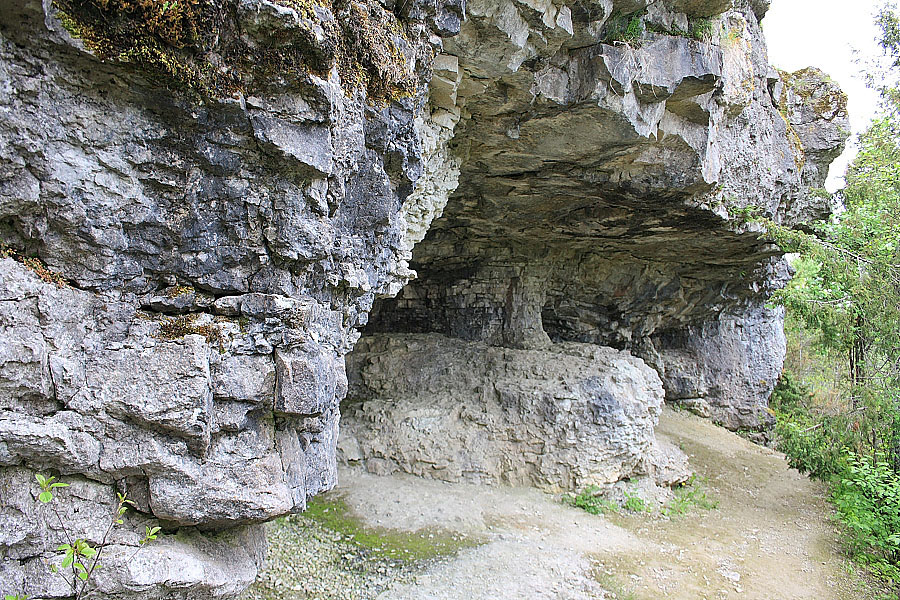
Acantilado de caliza.